# خشرم
خشرم قرية سعودية تقع شمال مدينة النماص وتبعد خشرم عن مدينة النماص والتي تعتبر المركز الرئيسي في المنطقة حوال ثلاثة عشر كم تقريباً وتبعد عن مركز السرح الذي يعتبر المركز الثاني في المنطقة حوالي سبعة كيلو مترات وتقع خشرم على سلسلة جبال السروات.